# Edmund Waller

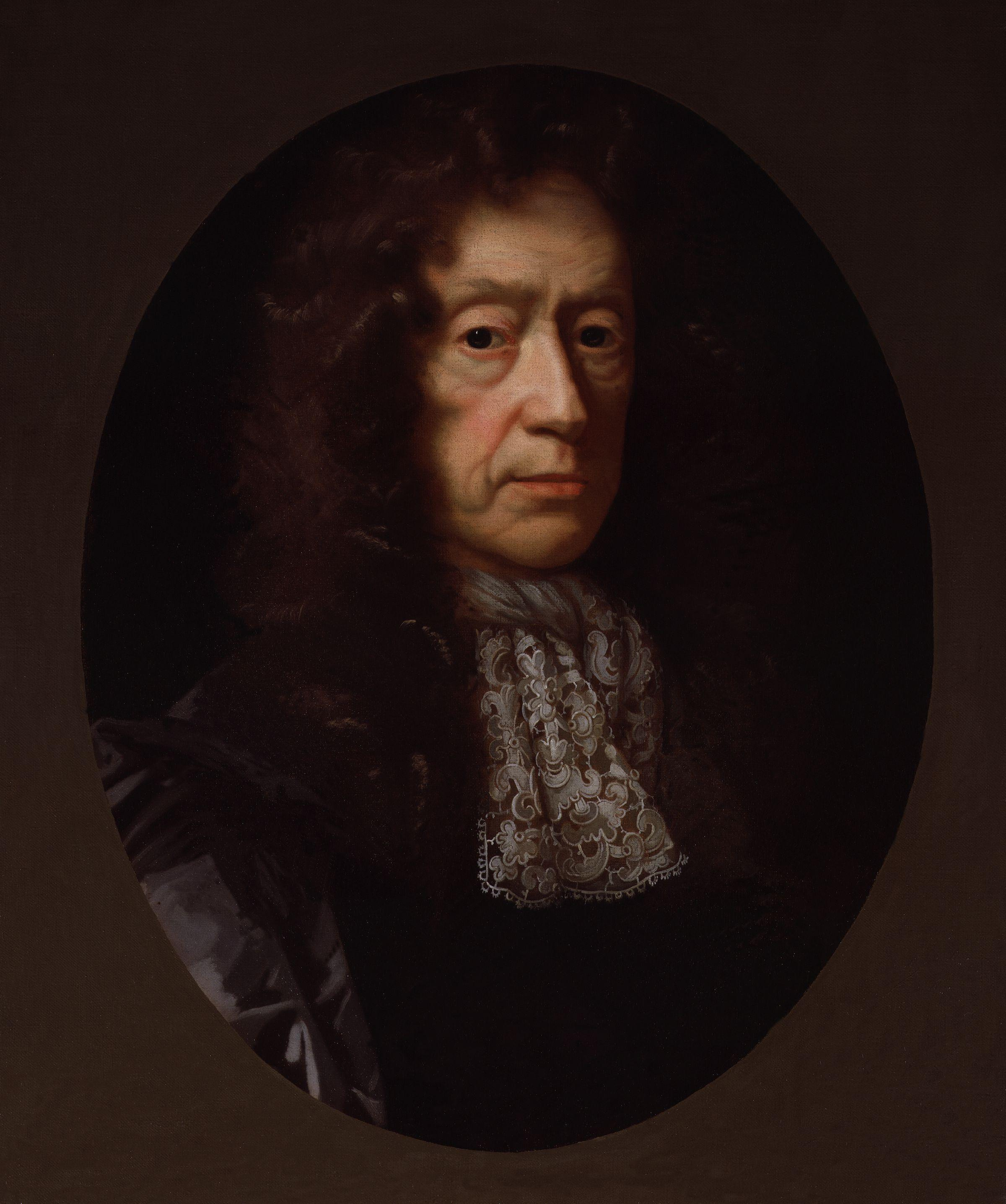
Edmund Waller

Edmund Waller (Coleshill, Buckinghamshire, 3 maart 1606 – Beaconsfield, 21 oktober 1687) was een Engels dichter en politicus.
Edmund Waller werd geboren in een welgestelde familie. Hij ontving zijn opleiding op Eton College en aan het King's College van de Universiteit van Cambridge. Al op 16-jarige leeftijd werd hij tot parlementslid gekozen, waar hij zich ontwikkelde tot een bekwaam spreker.
In 1631 trouwde hij met de rijke Londense erfgename Anne Banks. Zij kregen twee kinderen, maar zij stierf drie jaar later. Daarna maakte hij Lady Dorothy Sydney het hof, de oudste dochter van de graaf van Leicester, maar zij wees hem af en trouwde in 1639 met Henry Spencer, graaf van Sunderland. Hij hertrouwde in 1644 met Mary Bracey (of Breaux).
Daarvoor was hij echter in politieke problemen gekomen vanwege een uitgekomen samenzwering tegen het parlement ten gunste van koning Karel I, het naar hem genoemde 'Waller's Plot'. Hij wist aan de dood te ontsnappen door zijn mede-samenzweerders te verraden. Hij werd opgesloten in de Tower of London, maar werd na betaling van een hoge boete van 10.000 pond vrijgelaten en uit Engeland verbannen. Na zeven jaar ballingschap in Frankrijk kreeg hij toestemming naar Engeland terug te keren. Hij keerde terug in het parlement, kreeg eerherstel na de Restauratie en werd lid van de Royal Society. Hij overleed op 82-jarige leeftijd.

## Werk
Waller wordt wel gerekend tot de Cavalier poets, maar wist daarbij soms het politieke midden te zoeken. Zo schreef hij zowel verzen ter ere van Oliver Cromwell als van Karel II.
Zijn poëtisch werk was in zijn tijd zeer populair, maar is daarna, op enkele vroege gedichten na, uit de belangstelling verdwenen. Hij droeg bij aan de ontwikkeling van het heroic couplet, waarvoor hij werd geprezen door John Dryden en Alexander Pope, die deze versvorm veelvuldig gebruikten.
In 1645 verscheen zijn bundel Poems, die voor 1700 nog vaak werd herdrukt. In 1685 verscheen Divine Poems en in 1690 The Second Part of Mr Waller's Poems.